# Shiga Shigetaka
Shiga Shigetaka est un nom japonais traditionnel ; le nom de famille (ou le nom d'école), Shiga, précède donc le prénom (ou le nom d'artiste).
Shiga Shigetaka (志賀 重昂), 25 décembre 1863 - 6 avril 1927, est l'éditeur du magazine Nihonjin, durant l'ère Meiji, dans lequel il prend position contre une extrême occidentalisation du pays.

## Biographie
Shiga Shigetaka est généralement considéré, parmi les intellectuels japonais, comme l'un des pionniers de la politique du kokusui shugi (« maintien de l'identité culturelle japonaise ») qui appelle à une solidarité spirituelle à la fin des années 1880 lorsque le Japon faisait face à une pression grandissante de la part de l'Occident. Il est également considéré comme un opposant au journaliste Tokutomi Sohō (1863-1957), qui défendait la politique du heimin shugi, c'est-à-dire la modernisation totale du Japon. Une rivalité commença entre Shigetaka le « conservateur » et Sohō le « progressiste », malgré les nombreux parallèles de leurs idées au sujet de l'industrialisation du Japon : le mythe veut que les idées de Shigetaka soient identiques à celles des intellectuels conservateurs, en particulier celles des confucéens (jukyo shugi sha). En réalité, Shigetaka s'opposait fortement à être considéré comme un conservateur et critiquait les intellectuels confucéens alors que leur influence était à son apogée pendant la promulgation du rescrit impérial sur l'éducation en 1890 et alors que le mouvement national de mobilisation spirituelle gagnait un soutien national après 1910. Néanmoins, ses critiques envers eux n'ont pas été suffisamment étudiées mais il existe des discussions de ses idées, principalement sur le kokusui shugi. Shigetaka fit d'autres études en géographie, activisme politique, et sur les voyages, mais celles-ci sont plutôt réduites et ne concernent pas ses idées sur l'éducation, qui sont particulièrement importantes dans son opposition à la tentative des intellectuels confucéens d'accomplir le contrôle moral de la nation. 
Malgré son opposition, on a longtemps cru que sa défense de la politique du kokusui shugi et sa promotion de l'étude de la géographie avaient mené à l'impérialisme japonais d'après. Les vrais objectifs était d'en finir avec sa réputation d'intellectuel conservateur et de pionnier de l'impérialisme, en insistant sur les parties de son travail qui avaient été occultées par les intellectuels précédents. Une image plus réaliste de l'activité intellectuelle de Shigetaka peut se faire grâce à l'examen de sa pensée de deux époques : celle de la fin des années 1880 lorsqu'il prônait une réforme économique soutenue par la solidarité (spirituelle) nationale, et après 1910 quand il commença à critiquer les intellectuels confucéens. En analysant ses critiques, son discours tente d'établir les deux points suivants : premièrement, que les intellectuels confucéens étaient les opposants de Shigetaka, et deuxièmement, qu'il était fortement anti-impérialiste et opposé aux conquêtes « suicides » du Japon qui mèneront à la Seconde Guerre mondiale. Ses idées sur l'éducation et les réformes économiques étaient très proches de celles de Fukuzawa Yukichi (1835-1901), l'intellectuel japonais le plus influent des années 1870. Les deux hommes avaient participé à des missions à l'étranger et croyaient dans le bien des études occidentales, bien que Shigetaka avait mis en garde contre une occidentalisation trop extrême au regard des effets dégradants de la culture occidentale dans les mers du Sud. Cela montre à quel point Shigetaka soutenait sa réforme faîte à partir de l'observation de l'actualité mondiale. Il croyait que la survie et le respect du Japon dans un monde en perpétuel changement dépendait de l'éducation et qu'il était vital de promouvoir et populariser la géographie comme sujet d'étude et comme moyen de comprendre le monde contemporain. Il visait à éduquer le peuple non seulement à travers les institutions mais également avec le journalisme.

## Source de la traduction
- (en) Cet article est partiellement ou en totalité issu de l’article de Wikipédia en anglais intitulé « Shiga Shigetaka » (voir la liste des auteurs).